# Archieparquía de Prešov
La archieparquía de Prešov (en latín: Archieparchia Prešovien(sis) y en eslovaco: Prešovská archieparchia) es una circunscripción eclesiástica greco-católica eslovaca de la Iglesia católica en Eslovaquia, sede metropolitana de la provincia eclesiástica de Prešov. La archieparquía es sede vacante desde el 25 de abril de 2022. 
En el Anuario Pontificio la Santa Sede usa el nombre Prešov, Prjašev dei cattolici di rito bizantino.

## Territorio y organización
La archieparquía extiende su jurisdicción sobre los fieles de rito bizantino greco-católico eslovaco residentes en la región de Prešov.
La sede de la archieparquía se encuentra en la ciudad de Prešov, en donde se halla la de San Juan Bautista.
La archieparquía tiene como sufragáneas a las eparquías de: Bratislava y Košice.
En 2020 en la archieparquía existían 163 parroquias agrupadas en 13 decanatos:
- Protopresbyteriát Poprad, que comprende 10 parroquias
- Protopresbyteriát Stará Ľubovňa, que comprende 18 parroquias
- Protopresbyteriát Sabinov, que comprende 10 parroquias
- Protopresbyteriát Hrabské, que comprende 9 parroquias
- Protopresbyteriát Bardejov, que comprende 11 parroquias
- Protopresbyteriát Prešov, que comprende 14 parroquias
- Protopresbyteriát Svidník, que comprende 19 parroquias
- Protopresbyteriát Stropkov, que comprende 13 parroquias
- Protopresbyteriát Vranov nad Topľou, que comprende 12 parroquias
- Protopresbyteriát Čemerné, que comprende 12 parroquias
- Protopresbyteriát Medzilaborce, que comprende 14 parroquias
- Protopresbyteriát Humenné, que comprende 9 parroquias
- Protopresbyteriát Snina, que comprende 13 parroquias

## Historia
Desde que la Unión de Uzhhorod en 1646 fue unánimemente aceptada en los territorios que hoy son el este de Eslovaquia, la historia de la Iglesia greco-católica eslovaca ha estado unida con la Iglesia católica bizantina rutena por siglos. La eparquía de Mukácheve fue canónicamente establecida el 19 de septiembre de 1771, dentro de la cual fue nombrado un vicario para Kosice en 1787, transferido a Prešov en 1792. 
Aunque el emperador austrohúngaro decretó en 1816 el establecimiento de una nueva eparquía, la eparquía de Prešov fue erigida el 22 de septiembre de 1818 mediante la bula Relata semper del papa Pío VII, separando territorio de la eparquía de Mukácheve. Originariamente era sufragánea de la arquidiócesis de Estrigonia (hoy arquidiócesis de Estrigonia-Budapest).
El seminario eparquial fue inaugurado el 12 de septiembre de 1880. Durante el episcopado de Mikuláš Tóth hubo intentos de magiarización de la eparquía, como la introducción del húngaro como lengua litúrgica, a la que sin embargo se opuso el eparca, y como lengua de instrucción en las escuelas parroquiales. Cuando el obispo ordenó a los sacerdotes que se afeitaran la barba, estalló una estrepitosa protesta encabezada por Adolf Dobrjan'skyj, quien apeló al papa, para que los sacerdotes del rito bizantino pudieran seguir viviendo de acuerdo con sus tradiciones.
El eparca Ján Vályi, por su parte, se mostró partidario de introducir el húngaro como lengua litúrgica, pero se encontró con la firme oposición de la Santa Sede, que reiteraba que no era lícito el uso litúrgico de las traducciones didácticas de libros aprobados, como las traducciones nunca habían sido corregidas y aprobadas. Sin embargo, a raíz de la creciente magiarización, algunos sacerdotes se negaron a obedecer e introdujeron el húngaro en la liturgia, comenzando con las lecturas, la homilía y la oración antes de la Comunión. Los húngaros propusieron la erección de una circunscripción separada para los húngaros, que debería haber adoptado el griego como lengua litúrgica.
El 8 de junio de 1912 cedió las parroquias de lengua húngara para la erección de la eparquía de Hajdúdorog mediante la bula Christifideles graeci del papa Pío X.
Al finalizar la Primera Guerra Mundial la mayoría de los greco-católicos rutenos y eslovacos estaban incluidos dentro del territorio de Checoslovaquia, incluyendo las diócesis de Prešov y Mukácheve. Durante el período entre las guerras mundiales un significativo movimiento hacia la Iglesia ortodoxa tuvo lugar entre los greco-católicos. 
El 2 de septiembre de 1937 por efecto de la bula Ad ecclesiastici del papa Pío XI pasó a ser una diócesis inmediatamente sujeta a la Santa Sede, siendo separada de la jurisdicción del primado húngaro, mientras que las 21 parroquias de la eparquía de Prešov que permanecieron en Hungría formaron el nuevo exarcado apostólico de Miskolc.

Item dioeceses Neosoliensem, Mtriensem, Mukacevensem et Presovensem suffraganeas hucusque metropolitanae Ecclesiae Strigoniensis, ab hac provincia ecclesiastica separamus earumque Episcopos a metropolitico iure Archiepiscopi Strigoniensis subtrahimus easque Apostolicae Sedi immediate subiicimus.

El 2 de septiembre de 1937, como resultado de la bula Ad ecclesiastici del papa Pío XI, pasó a ser una circunscripción inmediatamente sujeta a la Santa Sede.
Después de la Segunda Guerra Mundial la eparquía de Mukácheve en Transcarpatia fue anexada a la Unión Soviética, así que la eparquía de Prešov incluyó a todos los greco-católicos que permanecieron en Checoslovaquia.
Después del ascenso al poder del comunismo en el país el 28 de abril de 1950, un sínodo fue convocado en Prešov (Sobor de Prešov) donde cinco sacerdotes y un número de laicos firmaron un documento declarando que la unión con Roma estaba disuelta y pidiendo ser recibidos en la jurisdicción del patriarcado de Moscú, más tarde se formó la Iglesia ortodoxa checoslovaca. El obispo greco-católico Pavel Peter Gojdič de Prešov junto con su auxiliar Basil Hopko fueron arrestados y el obispo Gojdič ejecutado en 1960. El gobierno comunista exigió a los greco-católicos que no quisieran abandonar la unión con Roma, que se volvieran católicos de rito romano. Durante el período de supresión de la Iglesia, al menos 123 sacerdotes murieron por su fe. Gojdič fue beatificado en 2001.
Durante la Primavera de Praga en 1968 a las antiguas parroquias greco-católicas les fue permitido retornar a la fe católica. De 292 parroquias involucradas, 205 votaron por restaurar la comunión con Roma. Esta fue una de las pocas reformas de Alexander Dubček que sobrevivieron a la invasión soviética en 1968. Sin embargo, la mayoría de sus iglesias permanecieron en manos de los ortodoxos.
El 18 de enero de 1996 la eparquía cedió una porción de su territorio para la erección del exarcado apostólico de la República Checa mediante la bula Quo aptius del papa Juan Pablo II.
El 27 de enero de 1997 la eparquía cedió otra parte de su territorio para la erección del exarcado apostólico de Košice (hoy eparquía de Košice) mediante la bula Ecclesiales communitates del papa Juan Pablo II.
El 30 de enero de 2008 cedió parte del su territorio para la erección de la eparquía de Bratislava y al mismo tiempo fue elevada a archieparquía metropolitana con la bula Spiritali emolumento del papa Benedicto XVI.

Spiritali emolumento nec non regimini Christifidelium Slovachorum ritus Byzantini Nosmet Ipsi, Qui pergrave Successoris Petri munus exercemus, consulere volentes, maxima diligentia petitionem consideravimus istius ritus Praesulum circa evectionem Ecclesiae ritus Byzantini in Slovachia ad gradum metropolitanum. Condicionem illorum fidelium diligenter inspicientes, quos precibus Nostris assidue comitamur, audito Venerabili Fratre Nostro Cardinale Praefecto Congregationis pro Ecclesiis Orientalibus, summa Apostolica potestate haec quae sequuntur decernimus: Ecclesiam in Slovachia ritus Byzantini in Ecclesiam Metropolitanam Prešoviensem appellandam evehimus, propriis cum iuribus et obligationibus, decernentes dicionis eius fines eisdem limitibus circumscribi quibus antiqua Eparchia Prešoviensis circumscribebatur. Eodem tempore stabilem Metropolitae sedem in ipsa urbe Prešoviensi constituimus. Haec omnia reliquaque secundum normas Codicis Canonum Ecclesiarum Orientalium temperentur. Insuper de eodem absoluto negotio sueta documenta exarentur et ad memoratam Congregationem mittantur.

## Estadísticas
De acuerdo al Anuario Pontificio 2021 la archieparquía tenía a fines de 2020 un total de 117 800 fieles bautizados.
| Año                                                                             | Población            | Población  | Población      | Sacerdotes | Sacerdotes    | Sacerdotes    | Bautizados por sacerdote | Diáconos permanentes | Religiosos | Religiosos | Parroquias |
| Año                                                                             | Bautizados católicos | Total      | % de católicos | Total      | Clero secular | Clero regular | Bautizados por sacerdote | Diáconos permanentes | Varones    | Mujeres    | Parroquias |
| ------------------------------------------------------------------------------- | -------------------- | ---------- | -------------- | ---------- | ------------- | ------------- | ------------------------ | -------------------- | ---------- | ---------- | ---------- |
| 1949                                                                            | 320 969              | 12 337 684 | 2.6            | 341        | 311           | 30            | 941                      |                      | 43         | 39         | 241        |
| 1970                                                                            | 350 000              | 14 000     | 2.5            |            |               |               |                          |                      |            |            | 201        |
| 1980                                                                            | 350 000              | ?          | ?              | 235        | 217           | 18            | 1489                     |                      | 27         | 78         | 200        |
| 1990                                                                            | 361 992              | ?          | ?              | 214        | 194           | 20            | 1691                     |                      | 28         | 76         | 201        |
| 1999                                                                            | 118 740              | ?          | ?              | 251        | 230           | 21            | 473                      |                      | 25         | 69         | 179        |
| 2000                                                                            | 175 000              | ?          | ?              | 247        | 227           | 20            | 708                      | 1                    | 33         | 104        | 199        |
| 2001                                                                            | 175 000              | ?          | ?              | 263        | 241           | 22            | 665                      | 1                    | 41         | 76         | 200        |
| 2002                                                                            | 135 829              | ?          | ?              | 249        | 227           | 22            | 545                      | 1                    | 40         | 85         | 201        |
| 2003                                                                            | 136 279              | ?          | ?              | 251        | 232           | 19            | 542                      | 1                    | 37         | 86         | 201        |
| 2004                                                                            | 136 593              | ?          | ?              | 243        | 221           | 22            | 562                      |                      | 24         | 80         | 201        |
| 2009                                                                            | 137 500              | ?          | ?              | 249        | 232           | 17            | 552                      | 1                    | 21         | 76         | 161        |
| 2012                                                                            | 123 700              | ?          | ?              | 269        | 247           | 22            | 459                      | 1                    | 25         | 98         | 164        |
| 2015                                                                            | 115 600              | ?          | ?              | 310        | 289           | 21            | 372                      | 1                    | 22         | 72         | 165        |
| 2018                                                                            | 117 000              |            |                | 294        | 272           | 22            | 397                      | 2                    | 25         | 75         | 164        |
| 2020                                                                            | 117 800              |            |                | 301        | 282           | 19            | 391                      | 2                    | 22         | 73         | 163        |
| Fuente: Catholic-Hierarchy, que a su vez toma los datos del Anuario Pontificio. |                      |            |                |            |               |               |                          |                      |            |            |            |

## Episcopologio

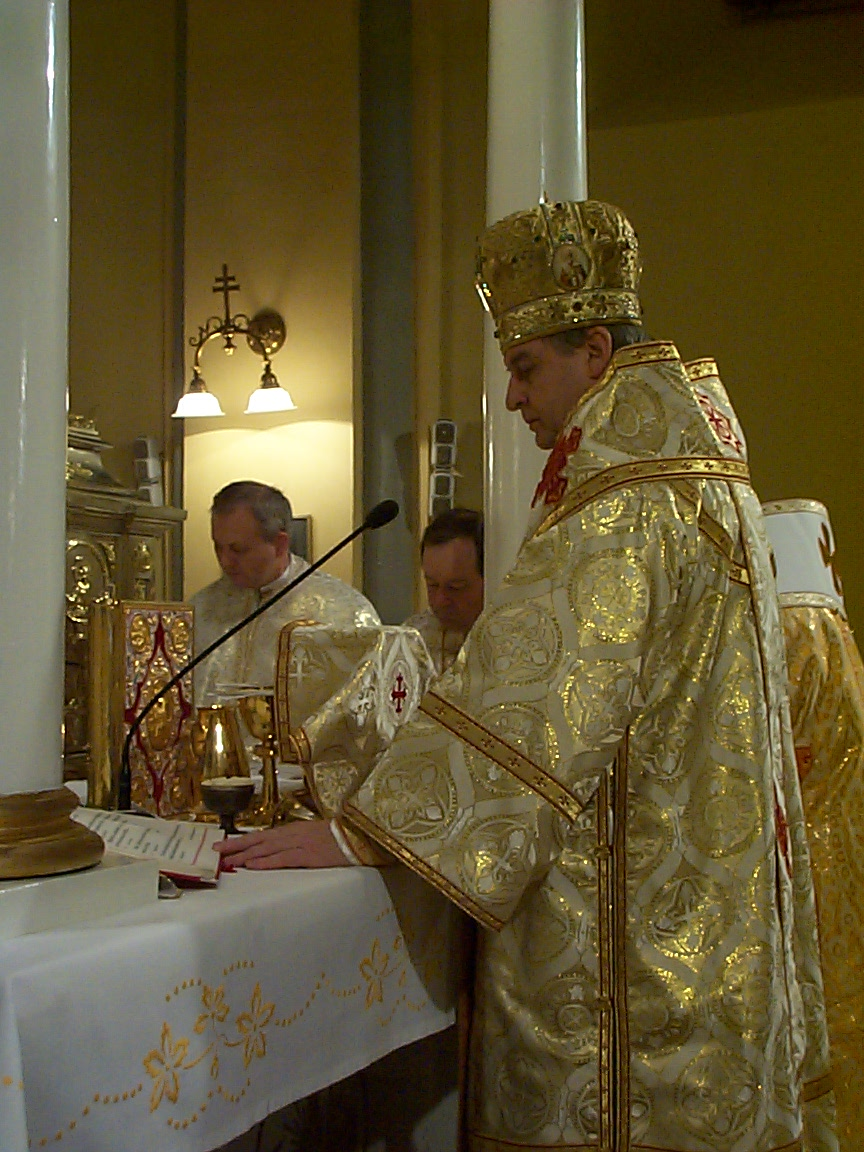
Eparca Ján Babjak

- Gregor Tarkovič † (2 de octubre de 1818-16 de enero de 1841 falleció)
  - Sede vacante (1841-1843)
- Jozef Gaganec † (30 de enero de 1843-22 de diciembre de 1875 falleció)
- Mikuláš Tóth † (3 de abril de 1876-21 de mayo de 1882 falleció)
- Ján Vályi † (15 de marzo de 1883-19 de noviembre de 1911 falleció)
  - Sede vacante (1911-1913)
- Stefan Novák † (20 de noviembre de 1913-1 de octubre de 1918 retirado)
  - Sede vacante (1918-1940)
- Beato Pavel Peter Gojdič, O.S.B.M. † (17 de julio de 1940-17 de julio de 1960 falleció)[13]
  - Sede vacante (1960-1989)
- Ján Hirka † (21 de diciembre de 1989-11 de diciembre de 2002 retirado)[14]
- Ján Babjak, S.J. (11 de diciembre de 2002-25 de abril de 2022 renunció)
  - Peter Rusnák,[15] desde el 25 de abril de 2022 (administrador apostólico)